# L'ora del mistero
L'ora del mistero (Hammer House of Mystery and Suspense) è una serie televisiva antologica di genere horror-fantascientifico prodotta dalla Hammer Film Productions in collaborazione con la 20th Century Fox Television. Trasmessa per la prima volta in Gran Bretagna a partire dal 5 settembre 1984 sulla rete ITV, è la seconda serie televisiva prodotta dalla Hammer dopo Racconti del brivido del 1980. 

## Distribuzione
Negli Stati Uniti la serie, trasmessa sulla rete ABC, è nota anche con il titolo Fox Mystery Theater, ad indicare la partecipazione della Fox Television alla realizzazione. In Francia, dove è andata in onda a partire dal 25 aprile 1986 su France 3, è invece conosciuta con il titolo Histoires singulières. 
In Italia è stata trasmessa a partire dal 13 luglio 1986 in prima serata su Rai 1, con il titolo L'ora del mistero.
Dal 2023 è disponibile su Prime Video.

## Tecnica
La serie è stata ripresa su negativo in formato 35 millimetri "sferico" e stampato su pellicola da 35 mm con aspect ratio 1.33:1. L'audio è monofonico.

## Episodi
Due degli episodi, Un grido lontano (A Distant Scream) e Salto nel tempo (In Possession), sono remake di due episodi della quarta stagione della serie Out of the Unknown, prodotta dalla BBC ed andata in onda nel 1971 sul canale BBC Two.
| Stagione       | Episodi | Prima TV originale | Prima TV Italia |
| -------------- | ------- | ------------------ | --------------- |
| Prima stagione | 13      | 1984-1986          | 1986-1988       |

## Home Video
A partire dal 22 luglio 2014, la serie è disponibile in DVD su etichetta Sinister Film, divisa in 3 volumi per un totale di 6 dischi.